# دومینیک بارکلی
دومینیک بارکلی (انگلیسی: Dominic Barclay؛ زادهٔ ۵ سپتامبر ۱۹۷۶) بازیکن فوتبال اهل بریتانیا است.
از باشگاه‌هایی که در آن بازی کرده‌است می‌توان به باشگاه فوتبال چیپنهام تاون، باشگاه فوتبال مکلسفیلد تاون، باشگاه فوتبال گلاستر سیتی، باشگاه فوتبال ساتون یونایتد، باشگاه فوتبال کترینگ تاون، و باشگاه فوتبال بریستول سیتی اشاره کرد.